# Danuta Paprowicz-Michno
Danuta Paprowicz-Michno (ur. w 1926 w Łucku, zm. 16 września 2016) – polska projektantka tkanin, artysta plastyk, wieloletnia pracownica Instytutu Wzornictwa Przemysłowego w Warszawie.

## Życiorys
W 1953 roku ukończyła studia na Akademii Sztuk Pięknych w Krakowie. W tym samym roku podjęła pracę w Instytucie Wzornictwa Przemysłowego w Warszawie, gdzie została zatrudniona w Zakładzie Tkanin przy projektowaniu dekoracyjnych tkanin użytkowych. W 1960 roku po podziale Instytutu przeszła do Centralnego Biura Wzornictwa Przemysłu Lekkiego, gdzie pracowała jako główny specjalista - kierownik zespołu zajmującego się projektowaniem tkanin użytkowych oraz tworzeniem prognoz trendów branżowych aż do przejścia na emeryturę w 1986 roku. W swym dorobku zawodowym miała kilkadziesiąt projektów tkanin. Była członkiem Związku Polskich Artystów Plastyków oraz rzeczoznawcą Ministerstwa Kultury i Sztuki. Poza pracą zawodową tworzyła również prace artystyczne: kilimy, gobeliny oraz malarstwo i grafikę. Jej prace były wielokrotnie wystawiane i nagradzane na wystawach oraz konkursach krajowych i zagranicznych.

## Odznaczenia i nagrody
W uznaniu swych zasług otrzymała Krzyż Kawalerski Orderu Odrodzenia Polski (1986), Srebrny i Złoty Krzyż Zasługi (1957 i 1979), Medal 40-lecia Polski Ludowej (1984) oraz dwukrotnie nagrody Ministerstwa Przemysłu Lekkiego (1962 i 1971). Jej prace obecnie można zobaczyć m.in. w Muzeum Narodowym w Warszawie, Muzeum Wojska Polskiego w Warszawie, Centralnym Muzeum Włókiennictwa w Łodzi oraz Muzeum Jana Kochanowskiego w Czarnolesie.